# Ditrik III. Holandski
Ditrik III. (Teoderik) (okoli 982 - 27. maj 1039), z vzdevkom  Jeruzalemski ("Jeruzalemski romar"), je bil Frizijski grof (comes Fresonum). Bil je grof Zahodne Frizije od leta 993 do 1039 (iz katere je nastala kasnejša Grofija Holandija).

## Življenje
Ditrik III. se je rodil okoli leta 982 kot najstarejši sin grofa Arnulf Gentski in njegove žene Lutgarde  Luksemburške (njena mlajša sestra Kunigunda Luksemburška je bila poročena z rimsko-nemškim kraljem Henrikom II.).

### Regentstvo Lutgarde (993 - 1005)
Ko je leta  993 umrl njegov oče Arnulf, je bil Ditrik III. še mladoleten,  in ni mogel prevzeti upravljanja Zahodne Frizije. Zato je vlogo regentke prevzela mati Lutgarda Luksemburška. Leta 1005 je Ditrik veljal za dovolj starega za samostojno nastopanje, pri čemer je še izkoriščal materine povezave. Lutgarda je za zadušitev upora podanikov zaprosila za pomoč svojeta svaka, nemškega kralja Henrika II.. Kralj se je z ladjo z vojsko odpravil iz Utrechta v Zahodno Frizijo in premagal upornike.

### Vladanje Ditrika III. (1005 - 1039)
Ditrik III. je znan kot energični grof. Med svojim vladanjem je Ditrik razširil svojo grofijo proti vzhodu. Ta širitev je bila na račun škofije Utrecht. Širitev je vključevala območje jugovzhodno od Alphen, med Zwammerdam in Bodegraven. V letih 1017/1018 naj bi Ditrik vodil vojno proti Frizijcem v Westerlauwers Friesland (današnja Frizija).

#### Spor s cesarjem
Ditrik je bil dejaven pri izsuševanju močvirja in z oddajanjem zemlje v zakup Frizijcem, ki so jo obdelovali, vendar so te divje dežele utrehtski škofje šteli za svoje ozemlje. Okoli leta 1015 je Ditrik koloniziral Riederwaard. Poleg tega je zgradil grad v Vlaardingenu, verjetno na mestu, kjer se danes nahaja »Velika cerkev«, kjer se je reka Flarding (danes pristanišče  Vlaardingen) izliva v Merwede (danes Nieuwe Maas). S tega gradu je prisilil trgovce, ki so šli mimo, na poti iz Tiela v Anglijo in obratno, da so plačevali mitnino. Ti trgovci in tudi utrechtski škof Adelbold so se pritožili nemškemu cesarju  Henriku II.. Kralj Henrik II je bil leta 1014 okronan za cesarja in leta 1018 ukazal svojemu nečaku Ditriku, naj evakuira to trdnjavo. Namesto da bi ubogal svojega gospoda , se je Ditrik utrdil v svoji trdnjavi in cesarju ni preostalo drugega, kot da proti njemu pošlje vojsko. To vojsko, ki jo je vodil vojvoda Godfrid Kinderloze, je bila sestavljena s četami Knezo-škofija Utrecht, dvorna vojvoda Kolnski in škofije Liege.

#### Bitka v močvirju pri Vlaardingenu (29 julij 1018)
29. julija 1018 je prišlo do  bitke pri Vlaardingenu. Zadnji del poti do gradu je bilo treba premostiti po kopnem, kar je bilo težko, saj je bilo območje polno jarkov in nasipov. Kmalu je Godfridova vojska nasedla in se je bila prisiljena vrniti na svoje ladje, da bi poiskala drugo pot. Na poti nazaj pa je vojska padla v zasedo Ditrikovih čet. Godfrid se je s svojo vojsko taktično umaknil, nakar je nekdo iz frizijskega tabora zavpil, da so prve vrste poražene, vojvoda pa je pobegnil. Ob tem je Godfridove čete tako zgrabila panika, da so mnogi v polnem oklepu skočili v reko in poskušali priti do ladij. Drugi so obtičali v močvirju. Ditrik je takoj izkoristil paniko in vojvodova mogočna vojska je bila popolnoma strta. 

#### Nasledstvo cesarskega trona
Potem ko je cesar leta 1024 umrl brez otrok , je Ditrik podprl Konrada II. v njegovem boju za nasledstvo. 

#### Romanje v Jeruzalem: Jeruzalemski (ok. 1030)
V Egmondskih kronikah iz 12. stoletja je Ditrik III. omenjen z vzdevkom »Jeruzalemski«, obiskovalec Jeruzalema. To nakazuje, da je romal v Sveto deželo.  Po mnenju zgodovinarja iz 14. stoletja Johannesa de Bekeja se je Ditrik podal na svoje potovanje okoli leta 1030.

### Smrt
Po smrti Ditrika III. 27. maja 1039, se je njegova žena vrnila na Saško , kjer je umrla 31. marca 1044. Ditrik III, je pokopan v Opatiji Egmond. Otilda je bila pokopana v Quedlinburgu.

## Družina in potomci
Žena Ditrika III. je bila Otelhilda (ok. 985 - Quedlinburg, 9. marec 1043/1044). O njenem izvoru ni gotovosti.  Bernard I. Brandenburški , mejni grof Noordmarke, se včasih imenuje oče 
Iz Ditrikove poroke z Otelhildo so se rodili štirje otroci:
- Ditrik IV.
- Floris I.
- Bertrada, ki se je poročila z Diderikom I. Katlenburškim
- Swanhilda, poročena z  Emmom Loonskim

## Zgodovinski viri
- Reinerus, Vita Sancti Wolbodonis 15.
- Fulco van Kamerijk, Gesta episcoporum Cameracensium 19.
- Thietmar van Merseburg, Thietmari Chronicon VIII 27, 30.
- Rijmkroniek van Holland, 1280-1282 (geschreven aan het hof van graaf Floris V).